# Pigen med fletningen
Pigen med fletningen er en dokumentarfilm og børnefilm skrevet og instrueret af Jytte Rex.

## Handling
Filminstruktøren Jytte Rex voksede op i det indre København i fyrrerne. I filmen lader hun Carla på seks år opsøge nogle af sin barndoms magiske steder. Carla møder på sin vej gennem byen forskellige mennesker, der fører os ind i Københavns særlige kroge: Hun er på havnerundfart med en arkitekturekspert, der fortæller om nogle af de bygninger, de ser. I Vor Frelsers Kirke undrer Carla sig over, hvorfor Jesus hænger på korset, og organisten prøver at forklare. Hun møder en gobelinkonservator på Rosenborg Slot, og en digter, der tager hende med i Kongens Have, hvor han under H.C. Andersen statuen læser et af sine egne børnedigte for hende. Carla synes, at et rigtigt digt skal rime. Før Carla skal sove, ser hun en gammel dansk kærlighedsfilm med sin mor.